# Hamburger Abkommen
Das sogenannte Hamburger Abkommen (Abkommen zwischen den Ländern der Bundesrepublik zur Vereinheitlichung auf dem Gebiete des Schulwesens) war eine Vereinbarung der deutschen Bundesländer mit dem Ziel, das allgemeinbildende Schulwesen in der Bundesrepublik Deutschland zu vereinheitlichen. Es wurde von der Kultusministerkonferenz (KMK) erarbeitet und am 28. Oktober 1964 von den Regierungschefs der Länder verabschiedet. Zum 14. Oktober 1971 erfolgte eine Überarbeitung. Mit mehreren ähnlichen Vereinbarungen zu anderen Schulformen bildete es zusammen mit späteren Beschlüssen eine wesentliche Grundlage der gemeinsamen Grundstruktur des deutschen Bildungswesens. Das Hamburger Abkommen ersetzte damit das Düsseldorfer Abkommen der KMK von 1955.
Zum 9. Februar 2021 wurde das Abkommen durch die Ländervereinbarung über die gemeinsame Grundstruktur des Schulwesens und die gesamtstaatliche Verantwortung der Länder in zentralen bildungspolitischen Fragen abgelöst, welche im Oktober 2020 von der KMK beschlossen wurde.

## Inhalte des Abkommens
Das Hamburger Abkommen enthielt allgemeine Bestimmungen über die Dauer von Schuljahr, Schulpflicht und Ferien. Es definierte einheitliche Bezeichnungen im allgemein bildenden Schulwesen. Die Grundschule war für alle Schüler eine verbindliche Unterstufe, hierauf bauten die  weiterführenden Schularten Hauptschule, Realschule, Gymnasium und Fachoberschule auf. Es traf bundeseinheitliche Regelungen zur Fremdsprachenfolge innerhalb der Schularten, zur Bezeichnung der  Zeugnisnoten sowie zur wechselseitigen Anerkennung von Zeugnissen und Lehramtsprüfungen. Alle höheren, zum Abitur führenden Schulen erhielten die einheitliche Bezeichnung Gymnasium, so auch die Schulformen „Realgymnasium“ und „Oberrealschule“.
Grundlegende Regelungen waren z. B.:
- Schuljahresbeginn: 1. August (§ 1)
- Beginn der Schulpflicht (§ 2 Abs. 1)
- Vollzeitschulpflicht endet nach neun Jahren (§ 2 Abs. 2)
- Gesamtdauer der Schulferien: 75 Werktage (§ 3)
- Einheitliche Bezeichnung der Schularten (§ 4 ff.)
- Klassenbezeichnung vom 1. Grundschuljahr an von Klasse 1 bis 13 aufsteigend (§ 8)
- Anerkennung von Prüfungen (§§ 17 ff.)
- Bezeichnung der Notenstufen (§ 19)

### Ferienregelung
Zur Ferienregelung (75 Tage) enthielt § 3 Abs. 4 außerdem die Festlegung, dass die Sommerferien „in der Zeit zwischen dem 1. Juli und dem 10. September liegen sollen“. § 3 Abs. 1 bestimmte, dass die Ferien „in erster Linie nach pädagogischen Gesichtspunkten festgesetzt“ werden.

## Änderungen durch das Abkommen
Wesentliche Änderungen waren der einheitliche Schuljahresbeginn nach den Sommerferien, was in vielen Bundesländern Kurzschuljahre bzw. ein Langschuljahr zur Folge hatte. Diese Umstellung wurde nach längeren Verhandlungen bis zum 1. August 1967 realisiert. Der Abschluss der Hauptschule war erst mit dem neunten Schuljahr möglich, wobei ein freiwilliges zehntes Schuljahr zu einem qualifizierten Hauptschulabschluss verhelfen konnte. Die weit verbreitete Bezeichnung „Volksschule“ durfte nur weitergeführt werden, wenn in ihr beide Schularten, Grundschule und Hauptschule, angeboten wurden. In allen Schularten wurde ab Jahrgangsstufe 5 eine Fremdsprache (überwiegend Englisch) gelehrt.